# Carl Josef trifft …
Carl Josef trifft … ist eine Reportage-Serie für Kinder und Jugendliche, die seit dem 11. September 2021 auf dem Sender Das Erste ausgestrahlt wird. Moderator Carl Josef bringt in den 15-minütigen Folgen Kinder und Jugendliche mit und ohne Behinderung zusammen.

## Konzept und Produktion
Moderator der Reportagesendung ist der Comedian Carl Josef. Der zum Zeitpunkt der Aufnahmen 16-jährige Jugendliche zählt zu den jüngsten Comedians Deutschlands und leidet unter der Stoffwechselerkrankung Duchenne-Muskeldystrophie. Er ist daher auf einen Elektrorollstuhl angewiesen.
In der Sendung trifft er auf zwei Jugendliche, die ein gemeinsames Hobby haben. Einer der Jugendlichen hat eine Behinderung, der andere nicht. Gemeinsam unternehmen die beiden dann etwas zusammen und berichten, wie ihr Alltag aussieht. Mit der Sendung möchte Carl Josef Vorurteile abbauen und Barrieren beseitigen.
Die Reihe entstand in Koproduktion mit der ARD unter Federführung von Rundfunk Berlin-Brandenburg (rbb) und Radio Bremen. Produzenten waren die Nordisch Filmproduction Anderson und Team GmbH. Die Redaktion hatten Anke Sperl und Anja Hagemeier für den rbb und Michaela Herold für Radio Bremen.
Die Dreharbeiten fanden unter anderem in Hamburg, Magdeburg, Berlin und Carl Josefs Heimatstadt Braunschweig statt.
Parallel entstand die Dokumentation Carl Josef – StandUp im Rollstuhl.

## Ausstrahlung
Die erste Staffel startete am 11. September 2021 mit der Ausstrahlung einer Doppelfolge. Es folgten zwei weitere Doppelfolgen am 18. und am 25. September. Ab dem 25. September werden weitere acht Folgen exklusiv in der ARD Mediathek veröffentlicht. Alle Folgen wurden mit Untertiteln und Audiodeskription ausgestrahlt und sind in der ARD Mediathek auch mit Gebärdensprache verfügbar.

## Episodenliste
| Episode/Nr. | Titel             | Inhalt | Erstausstrahlung | Dauer (in Minuten) |
| ----------- | ----------------- | --- | ---------------- | ------------------ |
| 1           | Konrad und Emily  | Konrad und Emily mögen es zu klettern. Sie lernen sich in einer Kletterhalle kennen. Anschließend überrascht sie Carl Josef mit einem Tag im Hochseilgarten. | 11. Sep. 2021    | 15                 |
| 2           | Kathi und Joshua  | Kathi (14) und Joshua (13) sind begeisterte Fußballer. Joshua ist Fan von Eintracht Braunschweig, Kathi dagegen von Schalke 04. Beide spielen auch im Verein, wobei bei Kathi Kinder mit und ohne Behinderung gemeinsam spielen. Nach einem kurzen Spiel überrascht sie Carl Josef mit einem Besuch im Stadion von Eintracht Braunschweig. | 11. Sep. 2021    | 15                 |
| 3           | Hannah und Rosa   | Das gemeinsame Hobby von Hannah (18), die das Down-Syndrom hat, und Rosa (14) ist der Zirkus. Die beiden lernen sich beim Artistentraining in einer Hamburger Schulaula kennen. Für Hannah ist auch der Schwer-in-Ordnung-Ausweis erfunden worden. Anschließend treten die beiden gemeinsam im Circus Quaiser auf. | 18. Sep. 2021    | 15                 |
| 4           | Jana und Leon     | Jana und Leon (beide 16) sind beide Basketballspieler und kochen gerne. Sie lernen sich im Stadtpark, wo auch ein Basketballfeld ist, kennen. Dort spielen sie gemeinsam. Anschließend kochen sie gemeinsam mit dem Koch und Rapper Paul Denkhaus. Danach besuchen sie das Training von Janas Rollstuhl-Basketballteam. | 18. Sep. 2021    | 15                 |
| 5           | Lina und Fabienne | Lina (13) und Fabienne reiten beide gerne. Sie besuchen einen Bauernhof, auf dem Reiten für behinderte und nicht-behinderte Jugendliche angeboten wird. Anschließend überrascht Carl Josef sie mit einem Besuch bei Alpakas. | 25. Sep. 2021    | 15                 |
| 6           | Tim und Sulamith  | Tim (15) und Sulamith (13) sind Musikfans und spielen beide Geige. Tim leidet unter Polyneuropathie und sitzt im Rollstuhl. Die drei treffen im Botanischen Garten Halle zusammen. Sie musizieren gemeinsam. Anschließend überrascht Carl Josef die beiden mit einer Privatstunde bei Dirigent Michael Köhler und den beiden Philharmonikern Peter Hannemann (Kontrabass) und Julia Hoffmann (Violine) der Kammerphilharmonie Leipzig.                                                                                              | 25. Sep. 2021    | 15                 |
| 7           | Lara und Elias    | Lara (14) und Elias (12) fahren beide BMX. Elias ist kleinwüchsig. Lara ist im olympischen Kader, die beiden treffen sich in Laras Übungshalle. Anschließend besuchen sie einen Skatepark, wo die beiden gemeinsam inlineskaten. | 25. Sep. 2021    | 15                 |
| 8           | Philip und Lenja  | Philips (17) und Lenjas (12) Leidenschaft sind Tiere. Während Philip, der Spinale Muskelatrophie hat, eher Geckos mag, ist Lenja eine Pferdenärrin. Zunächst besuchen sie Lenjas Stall. Anschließend überrascht Carl Josef die beiden mit einem Besuch im Zoo, wo sie hinter die Kulissen blicken dürfen. Sie besuchen Trampeltiere, Robben und Lemuren. | 2. Okt. 2021     | 15                 |
| 9           | Leonard und Skye  | Leonard und Skye (beide 16) sind begeisterte Musiker. Leonard spielt Saxofon, während Skye, ein Junge mit Autismus, Schlagzeug spielt und rappt. Die beiden jammen zunächst zusammen, dann mit Leonards Band. Carl Josef überrascht die beiden anschließend mit einer Aufnahmesession im Musikhotel nhow bei Bürger Lars Dietrich und Toningenieur Felix Seitz. | 9. Okt. 2021     | 15                 |
| 10          | Sofie und Jacob   | Sofie (16) und Jacob (13) engagieren sich bei der Jugendfeuerwehr. Sofie kann leider nicht zur Berufsfeuerwehr, da sie Dysmelie hat und die Statuten vorsehen, das bei einem Angehörigen der Feuerwehr alle Körperteile vorhanden sind. Gemeinsam nehmen sie an einer Feuerwehrübung teil und essen anschließend Pizza. Danach hat Carl Josef eine Überraschung für sie. Sie dürfen bei der Flughafenfeuerwehr Hannover Spezialübungen machen. Unter anderem fahren sie im Panther mit und müssen Puppen aus einem Flugzeug retten. | 16. Oktober 2021 | 15                 |
| 11          | Samana und Janic  | Samana und Janic (beide 15) teilen sich das Hobby Fotografieren. Carl Josef hat ihnen eine Polaroid-Sofortbildkamera und zwei leere Fotoalben mitgebracht, die sie nun füllen dürfen. In der Innenstadt von Potsdam knipsen sie sich gegenseitig und kommen ins Gespräch. Samana, die taub geboren wurde, wird dabei von einer Gebärdendolmetscherin unterstützt. | 23. Okt. 2021    | 14                 |
| 12          | Nicla und Lennart | Nicla (15) und Lennart (17) spielen beide Handball. Sie sind sogar im gleichen Verein aktiv. Während Nicla jedoch in seiner üblichen Altersklasse spielt, gehört Lennart einer inklusiven Gruppe an. In der Folge trainieren die beiden zusammen. Als Überraschungsgast hat Carl Josef Finn Wullenweber vom Handball Sport Verein Hamburg (HSVH) eingeladen, der beiden eine private Trainingsstunde gibt. | 30. Okt. 2021    | 15                 |
| 13          | Mia und Milo      | Mia (13) und Milo (15) sind beide Judoka. Milo ist blind und leidet an Lebersche Kongenitale Amaurose. Carl Josef hat eine Trainingsstunde bei Eduard Trippel organisiert, der bei den Olympischen Spielen in Tokio zwei Medaillen gewann. Anschließend besuchen sie die inklusive Schule BLISTA, wo die beiden im Chemieunterricht Experimente machen. Anschließend trainieren beide in Milos Verein an der BLISTA, | 6. Nov. 2021     | 15                 |
| 14          | Niklas und Lucian | Niklas (13) und Lucian (15) zocken gerne. Um nicht nur vor der Konsole zu zocken, besuchen sie zusammen die Eventhalle Dungeon Heroes, wo sie an einem Live-Rollenspiel teilnehmen. Lucian leidet wie Carl Josef an Muskeldystrophie Duchenne, so dass die beiden intensiv miteinander ins Gespräch kommen, insbesondere über Barrierefreiheit. Alle drei spielen anschließend ein Team-Spiel. | 13. Nov. 2021    | 14                 |

## Rezeption
Dennis Müller schreibt in der Süddeutschen Zeitung: „Allein durch seine Moderation präsentiert sich die Sendung schlauerweise nicht als eine über Jugendliche mit Behinderung, sondern als eine mit ihnen. (…) Eine Sendung, die nicht von oben herab belehrt, sondern den Austausch zulässt, ergibt auf allen Ebenen Sinn – und hat mit Carl Josef den optimalen Host gefunden.“
Die Folge Carl Josef trifft Jana und Leon wurde für den Goldenen Spatz nominiert.